# Willdenowia humilis
Willdenowia humilis là một loài thực vật có hoa trong họ Restionaceae. Loài này được Nees ex Mast. miêu tả khoa học đầu tiên năm 1869.